# Верхнеамазонская филломедуза
Верхнеамазонская филломедуза (лат. Phyllomedusa boliviana) — вид бесхвостых земноводных из семейства Phyllomedusidae.
Вид населяет пресноводные болота и пруды вблизи тропических и субтропических лесов на севере Аргентины, в Боливии и на западе Бразилии. Самцы издают звуки ночью, находясь среди растительности. Самка прикрепляет яйца к листьям растений, произрастающих выше временных водоёмов. Вылупившиеся головастики падают вниз в воду, где затем происходит их метаморфоз.